# Franz Taurinus
Franz Taurinus (alemany: Franz Adolph Taurinus)  (Bad König, 15 de novembre de 1794 - Colònia, 13 de febrer de 1874) fou un matemàtic aficionat alemany conegut pel seu treball sobre la geometria no euclidiana.

## Vida i Obra
Poc es coneix de la seva vida. El seu pare era un oficial a la cort dels comtes d'Erbach-Schönberg i la seva mare era Luise Juliane Schweikart, germana de Ferdinand Karl Schweikart, qui també era aficionat a les matemàtiques i mantenia correspondència amb Gauss.
Va estudiar lleis a les universitats de Heidelberg, Giessen i Göttingen i es va instal·lar a Colònia el 1822 on va viure la resta de la seva vida. La carta que va rebre de Gauss el 1824 el va portar a estudiar amb intensitat el problema del Cinquè postulat d'Euclides.
En els dos llibres que va publicar, Theorie der Parallellinien (Colònia, 1825) i Geometriae prima elementa (Colònia, 1826), i en la seva correspondència amb el seu oncle i amb el mateix Gauss, defensa la existència d'una geometria en la que l'axioma de les paral·leles no es compleix: la geometria logarítmica-esfèrica (el seu oncle la denominava geometria astral).
Per aquest motiu se'l considera el primer matemàtic en donar explícitament els detalls matemàtics de com una esfera de radi imaginari pot conduir a una geometria no euclidiana.